# Halftime Heat
Halftime Heat es un evento de lucha libre profesional producido por la WWE y utilizado como contraprogramación al Super Bowl. Se transmiten durante el espectáculo de medio tiempo del Super Bowl de sus respectivos años.

## Historia
Producido originalmente bajo la bandera de la World Wrestling Federation (WWF), Medio Tiempo se transmitió durante un bloque de 20 minutos en USA Network durante el Super Bowl XXXIII en 1999, como un episodio especial de Sunday Night Heat. El Halftime Heat inaugural presentó un Empty Arena match entre The Rock y Mankind. Durante el combate, Mankind ganó su segundo Campeonato de la WWF.
Halftime Heat volvió al año siguiente, presentando momentos destacados de un combate entre The Hardy Boyz y The Dudley Boyz y un concurso de bikini, ambos del Royal Rumble de ese año. Concluyó con una entrevista con Jim Ross y Stone Cold Steve Austin, en la que se habló de una actualización de la lesión y su compromiso con Debra Marshall.
En enero de 2019, se anunció que se volvería a presentar como un evento especial en WWE Network, YouTube, Facebook y Twitter.  Durante el pre-show de Royal Rumble, se mostró un video de lo que sucedió después de que NXT TakeOver: Phoenix salió del aire, lo que llevó al anuncio de que Aleister Black, Ricochet y Velveteen Dream se enfrentarían a Adam Cole, Johnny Gargano y Tommaso Ciampa, durante el regreso de Halftime Heat. Shawn Michaels también fue anunciado como parte del equipo de anunciadores, uniéndose a Vic Joseph. El personal de la WWE anunció más tarde que el combate tuvo 3 millones de espectadores, lo que lo convierte en el combate de NXT más visto de la historia.

## Eventos
| N.° | Super Bowl | Fecha                | Ciudad           | Estadio                          | Evento principal                                                                           |
| --- | ---------- | -------------------- | ---------------- | -------------------------------- | ------------------------------------------------------------------------------------------ |
| 1   | XXXIII     | 31 de enero de 1999  | Tucson, Arizona  | Centro de Convenciones de Tucson | The Rock (c) vs. Mankind en un Empty Arena Match por el Campeonato de la WWF.              |
| 2   | XXXIV      | 30 de enero de 2000  | N/A              | N/A                              | Entrevista con Stone Cold Steve Austin mientras se recuperaba de una cirugía de cuello.    |
| 3   | LIII       | 3 de febrero de 2019 | Orlando, Florida | WWE Performance Center           | Aleister Black, Ricochet & Velveteen Dream vs. Johnny Gargano, Tommaso Ciampa & Adam Cole. |

### 1999
Halftime Heat 1999 fue pregrabado y emitido el 31 de enero de 1999, la noche del Super Bowl XXXIII, en el Centro de Convenciones de Tucson en Tucson, Arizona.
El 26 de enero de 1999, WWF grabó su episodio del 1 de febrero de Raw. Antes de la grabación, se grabó el Empty Arena match, que se emitió como Halftime Heat.
En paréntesis se indica el tiempo del combate:
- Mankind derrotó a The Rock en un Empty Arena Match y ganó el Campeonato de la WWF (17:20).[18]

### 2019
Halftime Heat 2019 tuvo lugar el 3 de febrero de 2019, la noche del Super Bowl LIII, en el WWE Performance Center en Orlando, Florida.
Después de que NXT TakeOver: Phoenix salió del aire, Aleister Black, Ricochet y Velveteen Dream se pelearían con Adam Cole, Johnny Gargano y Tommaso Ciampa. La pelea dio lugar a un combate de equipos de seis hombres entre los luchadores programado para Halftime Heat.
En paréntesis se indica el tiempo del combate:
- Ricochet, Aleister Black & Velveteen Dream derrotaron a Adam Cole, Johnny Gargano & Tommaso Ciampa (16:15).[20]
  - Dream cubrió a Cole después de un «Purple Rainmaker».

#### Personal de transmisión
| Nombre         | Nombre real          | Función                    |
| -------------- | -------------------- | -------------------------- |
| Greg Hamilton  | Greg Hutson          | Anunciador del ring        |
| Jessika Carr   | Jessika Heiser       | Árbitro                    |
| Shawn Michaels | Michael Hickenbottom | Comentarista Hall of Famer |
| Vic Joseph     | Victor Travagliante  | Comentarista               |